# Kaduna
Kaduna es una ciudad de la Nigeria septentrional, y es la capital del estado de Kaduna. La industria textil y la industria automovilística son las principales actividades presentes, así como las refinerías de petróleo.

## Historia
Kaduna se fundó en 1913 por los colonos ingleses. Es la capital de la antigua Región del Norte, desde 1917 hasta 1967, y es donde se encuentra el presidente del norte de Nigeria. En Kaduna se encuentra la academia militar de Nigeria y el instituto de búsqueda de la cura para la enfermedad del sueño (Nigerian Institute for Trypanosomiasis Research) fundado en 1951. Kaduna tiene dos aeropuertos. Lord Lugard, el primer "Gobernador de la Región del Norte" donó su nombre al edificio legislativo: el Lugard Hall. 

## Personalidades
- Felix Orode, jugador de fútbol nigeriano-argentino.
- Umar Sadiq, alias “el trípode de Kaduna”, jugador de fútbol.

- Datos: Q208318
- Multimedia: Kaduna / Q208318